# Bakool
Bakool  (somali : Bakool, arabe : باكول) est une région enclavée du centre ouest de la Somalie, limitrophe des provinces somalies de Gedo à l'ouest, Bay et Shabeellaha Hoose au sud, et Hiiraan à l'est, et de la province somalie éthiopienne (Ogaden puis Région Somali) de Afder au nord.

## Districts
Les cinq districts sont :
- Ceelbare District
- Rabdhuure District
- Tiyeegloow District
- Waajid District
- Xuddur District

## Villes
Les villes principales sont El Barde, Tiyeglow, Xuddur ou Hudur (capitale), Waajid.

## Histoire
La région est reconquise en 2014 aux chebabs par les Forces armées somaliennes et la Mission de l'Union africaine en Somalie (AMISOM).